# Монгольская народная революция
Монгольская народная революция, также Аратская революция (монг. Монголын ардын хувьсгал) произошла в 1921 году. В ходе революции права абсолютной богдо-ханской монархии были сильно ограничены и было провозглашено народное правление.

## Предпосылки
Провозгласившая в 1911 году независимость от Китайской республики Внешняя Монголия после Октябрьской революции 1917 года фактически лишилась поддержки со стороны России. В этих условиях китайское правительство Дуань Цижуя взяло курс на ликвидацию новопровозглашённого монгольского ханства. В 1919 году китайский корпус под командованием генерала Сюй Шучжэна оккупировал столицу страны, Ургу. В течение следующего полугода все институты автономной Монголии были расформированы; монгольский монарх, Богдо-гэгэн VIII был лишен власти.
Китайская оккупация страны вызывала недовольство широких слоёв монгольского общества, в отличие от части коллаборационистски настроенной высшей знати. Наибольшее недовольство проявляли буддийское духовенство и штат государственных и армейских служащих, оставшийся без работы после ликвидации государственности Монголии. Именно из этой социальной страты вышли первые монгольские революционеры.

## История

### Ургинское сопротивление

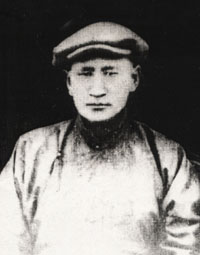
Догсомын Бодоо

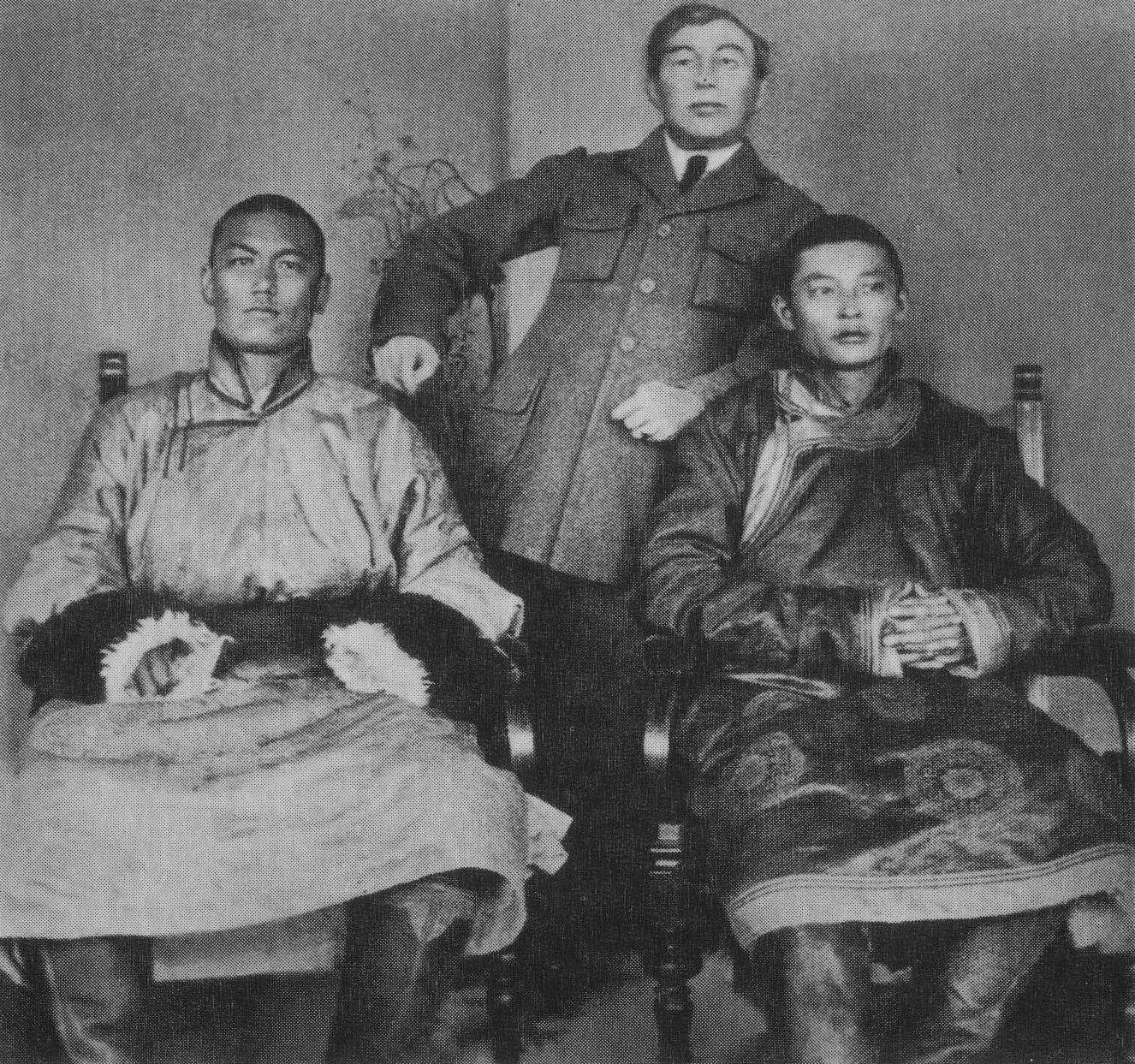
Дамдин Сухэ-Батор и Хорлогийн Чойбалсан

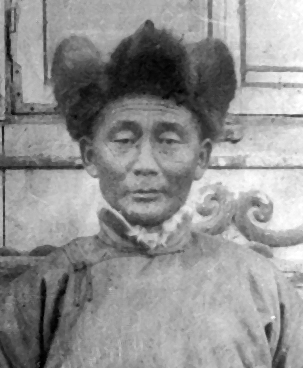
Солийн Данзан

В 1919—1920 годах в Урге образовалось две подпольные антикитайские группы, позже получившие названия «Консульский холм» (монг. Консулын дэнж; от названия района в Урге) и «Восточное хурэ» (монг. Зуун хүрээ). Первую из них возглавлял Догсомын Бодоо, высокообразованный 35-летний лама, работавший при Богдо-хане в российском консульстве в Урге; в одной с ним юрте жил Хорлогийн Чойбалсан. С ними обоими  встречался один из ургинских большевиков Михаил Кучеренко, наборщик в русско-монгольской типографии.
Руководителями второго кружка, «Восточное хурэ», были Солийн Данзан, бывший служащий Министерства финансов, и Дансрабилэгийн Догсом из Военного министерства. Одним из менее примечательных членов группы был и Дамдин Сухэ-Батор, сержант расформированной монгольской армии. Возникновение «Восточного хурэ» относится к середине ноября 1919 года, когда некоторые из членов нижней палаты монгольского хурала, включая Данзана и Догсома, тайно встретились на следующую ночь после его роспуска Сюем и решили противодействовать китайцам. Они дважды обращались к Богдо-хану с просьбой о его благословении на вооружённое восстание, и оба раза получали совет хранить терпение. Группа планировала захватить ургинские армейские арсеналы и уничтожить Сюй Шучжэна, однако сильные китайские караулы вокруг арсеналов и тщательная охрана всех передвижений Сюя по городу сорвали эти замыслы.

### Образование МНП и делегация в Россию
Российская диаспора в Урге выбрала из своего числа собственную «городскую думу», в которой власть захватили сочувствующие большевикам. В начале марта 1920 года эта дума направила в Иркутск И. А. Сороковикова, который, помимо прочего, доложил о существовании в городе националистически настроенного «Консульского холма» и о своих контактах с ними. По возвращении Сороковикова из Иркутска обеим ургинским группам была обещана всемерная поддержка и передано приглашение в Иркутск.
Обоюдное приглашение в Иркутск сыграло консолидирующую роль для обеих групп, ранее державших между собой дистанцию. Если до этого момента «Консульский холм» стоял на сравнительно прогрессивных позициях, а «Восточное хурэ» придерживалось националистически-консервативных взглядов, то летом 1920 года им удалось выработать совместную программу. На встрече 25 июля две группы объединились в Монгольскую народную партию (монг. Монгол ардын нам), приняли партийную клятву и назначили делегатами Данзана и Чойбалсана.
В начале июля Данзан и Чойбалсан прибыли в Верхнеудинск — столицу созданного РСФСР буферного государства — Дальневосточной республики, где встретились с представителем Коминтерна Б. З. Шумяцким. Поначалу Шумяцкий, не знавший, как поступать с ними, игнорировал требования делегатов о скорейшей их доставке в Иркутск. В конце концов в Ургу была отослана шифрованная телеграмма, уведомившая МНП о необходимости официального письма с просьбой Богдо-хана о советской помощи против китайцев. Такое письмо удалось получить через приближённого к Богдо-гэгэну да-ламу Пунцагдоржа, и в Верхнеудинск выехали с ним Лосол, Чагдаржав, Догсом, Л. Дэндэв и Сухэ-Батор. На встрече с ними Шумяцкий сообщил, что не обладает полномочиями принимать решения по таким вопросам, и переадресовал их в Иркутск.
По прибытии в Иркутск делегаты встретились с главой будущего Дальневосточного секретариата Коминтерна и изложили просьбу о военной поддержке и предоставлении 10 тыс. ружей, орудий, пулемётов и займов. Вскоре эта просьба была сформулирована в новом письме, которое, уже от имени МНП, адресовалось в Омский ревком.
Делегация разделилась следующим образом: Данзан, Лосол м Дэндэв убыли в Омск, Бодоо и Догсом вернулись в Ургу, где должны были расширить партию и приступить к вербовке в армию, а Чойбалсан и Сухэ-Батор остались в Иркутске для поддержания связи между ними. Непосредственно перед расставанием группа сформулировала революционный манифест: по нему монгольская знать лишалась наследственных привилегий, а монархия Богдо-хана заменялась на народное правительство. Документ содержал просьбу к РСФСР о немедленной военной помощи.

### Переговоры о военной помощи
По прибытии в Омск монголы узнали, что испрашиваемые ими решения могут быть приняты лишь в столице. В Москве, куда Данзан, Догсом и Лосол добрались к середине сентября, они в течение месяца встречались с советскими и коминтерновскими чиновниками, в том числе и с В. И. Лениным, не получая конкретных ответов и обещаний. Однако, когда в октябре белогвардейская Азиатская конная дивизия под командованием Р. Ф. Унгерн-Штернберга вошла в Монголию и в конце месяца осадила Ургу, советское правительство было вынуждено ускорить принятие решения по монгольскому вопросу. 10 ноября монгольские делегаты были срочно вызваны на встречу, и им было сообщено, что МНП немедленно получит всю требуемую военную поддержку. Сами они срочно направлялись на родину. Одновременно, было принято решение о содействии военным соединениям монгольских революционеров в разгроме Унгерна силами РККА.
Когда стало известно, что китайский гарнизон Урги успешно отразил штурм, советская стратегия поменялась; было решено оставить единственную на востоке страны 5-ю армию, уже значительно демобилизованную, в пределах границ, и 28 ноября решение о вторжении было отменено. Советское правительство пыталось предложить военную помощь против Унгерна Китайской республике, однако в начале 1921 года китайская сторона отвергла это предложение.
Тем временем Унгерн-Штернберг вновь штурмовал Ургу; 4 февраля 1921 года, после ожесточенных боев, остатки китайского гарнизона в панике бежали из города; китайская администрация Ховда и Улясутая выехала в Синьцзян. Богдо-ханская монархия была реставрирована. Эти новости вновь изменили советские планы. На пленарной сессии Коминтерна в Иркутске 10 февраля была принята резолюция о «…помощи в борьбе монгольского народа за свободу и независимость деньгами, оружием и военными инструкторами».

### Формирование Народного правительства

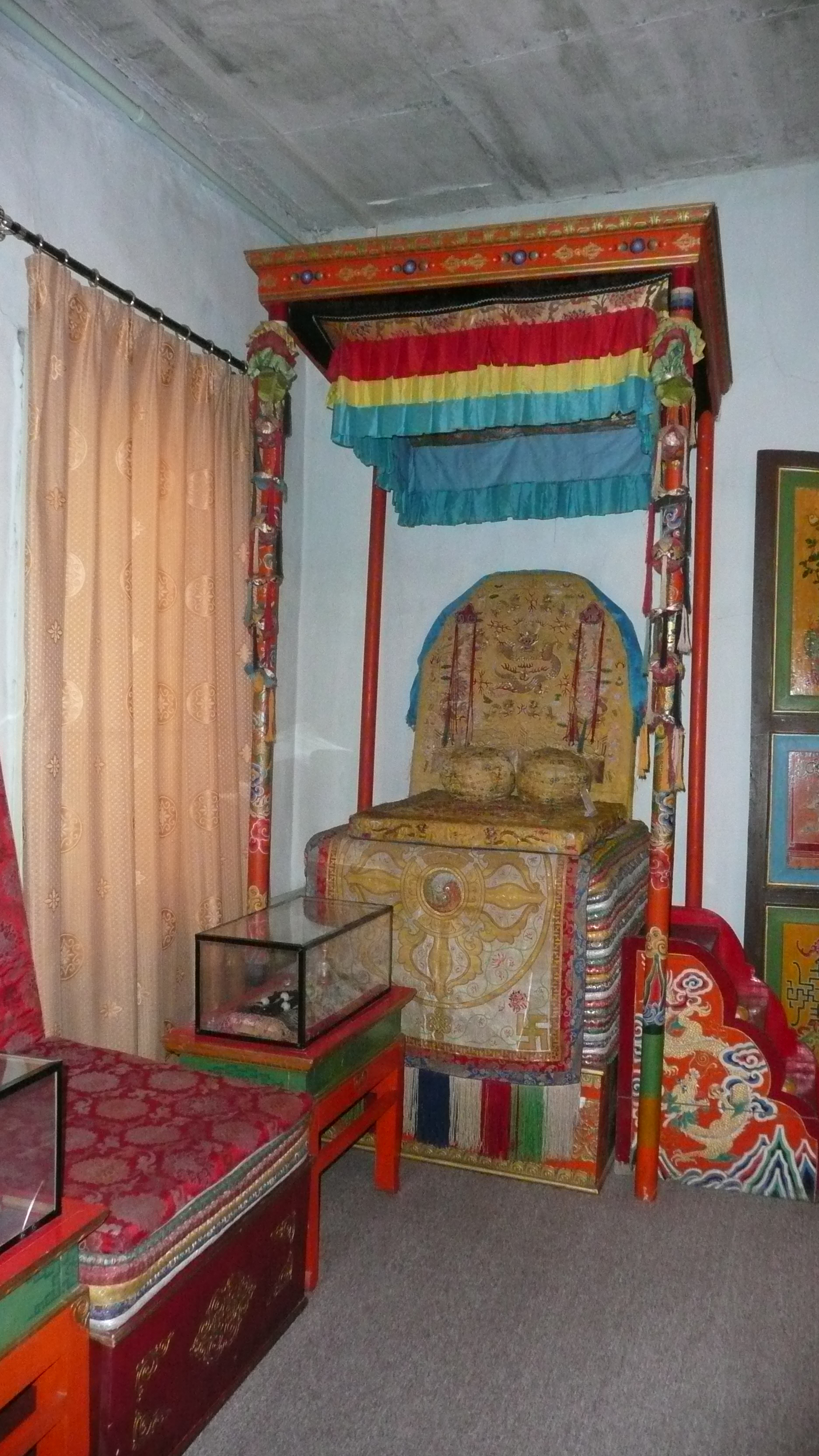
Трон Богдо-хана в его дворце-музее

1—3 марта 1921 года в Кяхте состоялся I Съезд МНП. Втайне от китайцев (?), на первой сессии встретились 17 человек, на второй — 26. Было утверждено создание армии во главе с Сухэ-Батором, к которому были прикомандированы два советских советника (начштаба с апреля — П. И. Литвинцев). Был избран ЦК МНП во главе с Данзаном и одним представителем Коминтерна. Был принят манифест партии, написанный бурятским деятелем Цыбеном Жамцарано (монг. Жамсрангийн Цэвээн).
13 марта было образовано Народное временное правительство в составе семи человек, которое вскоре возглавил Бодоо. 18 марта монгольская армия, увеличившаяся до 400 чел. благодаря добровольцам и призыву, разбила китайский гарнизон соседнего с русским городом Кяхта монгольского посёлка Маймачен. Партией было выпущено воззвание, объявившее о создании правительства, изгнании китайцев и обещание созыва съезда народных представителей для выборов постоянного правительства. Север страны заполнили листовки МНП с призывом к уничтожению Азиатской дивизии; богдо-ханское правительство, напротив, убеждало население, что революционеры намереваются уничтожить монгольское государство, и потрясают самые основы «жёлтой веры».

### Военные действия

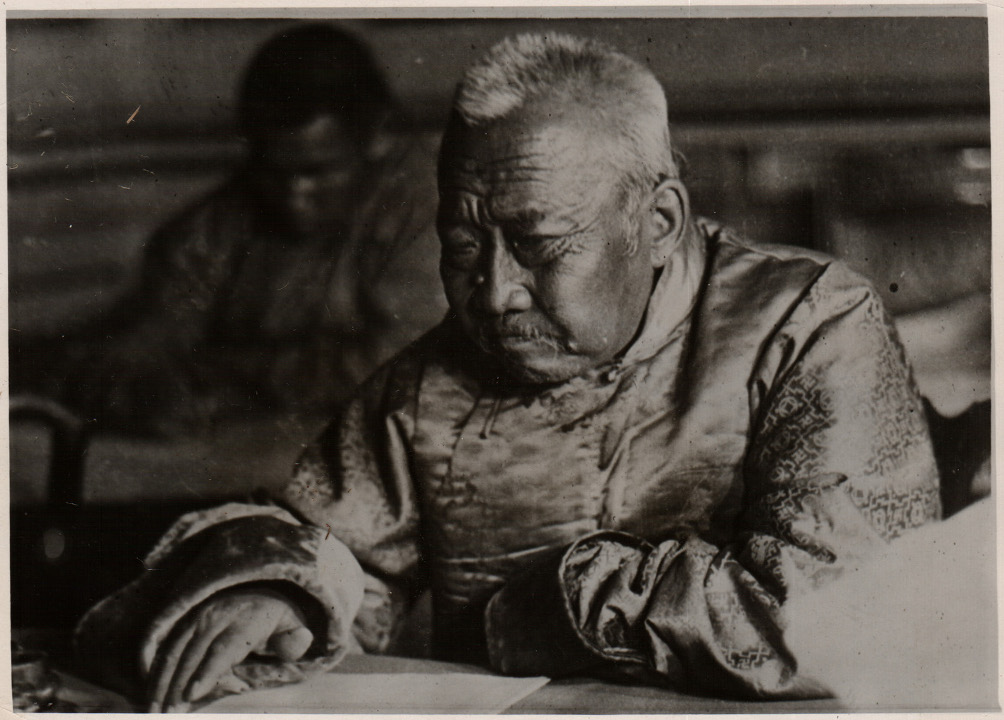
Цэрэндорж подписывает договор о советско-монгольской дружбе

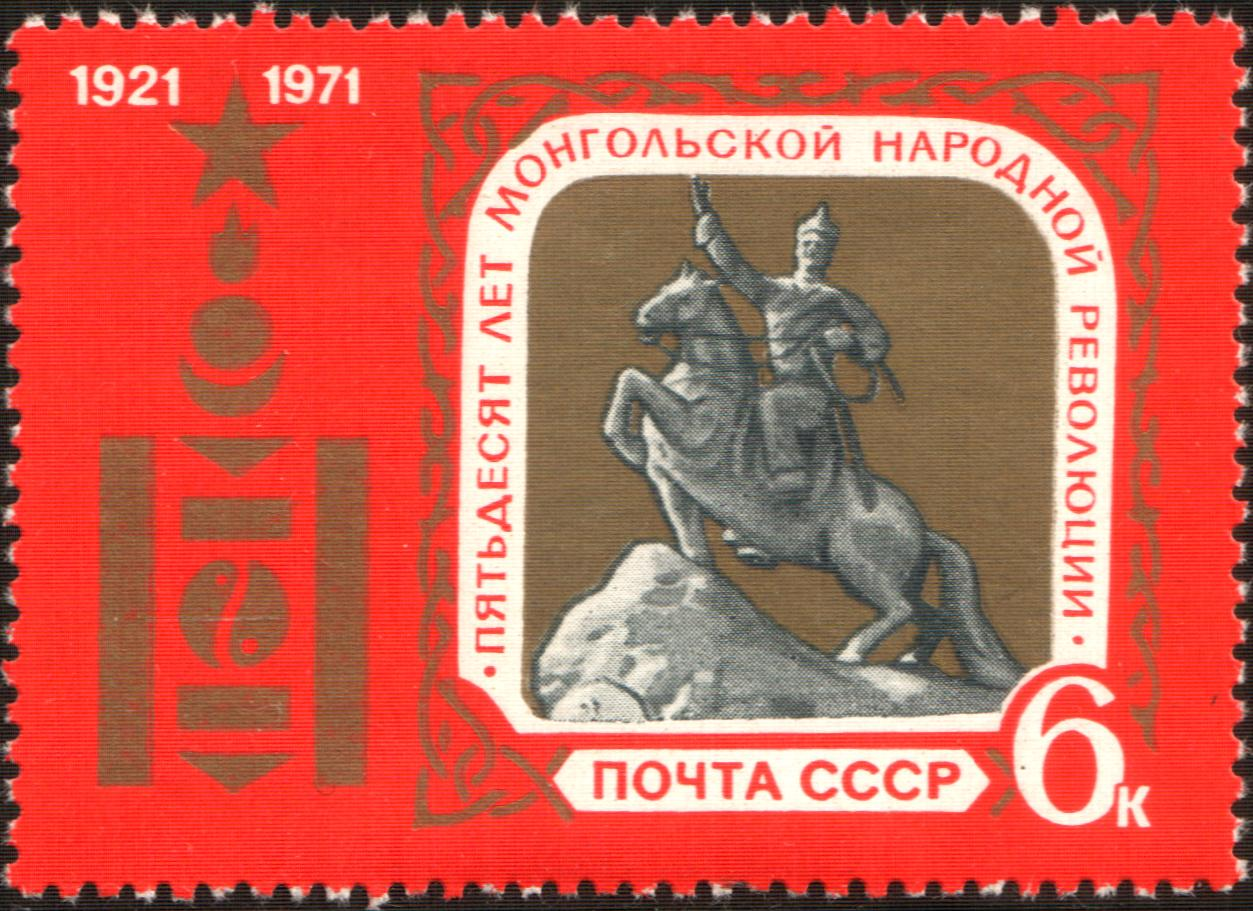
Марка СССРː Памятник основателю Монгольской народно-революционной партии Дамдину Сухэ-Батору в Улан-Баторе. Серияː 50-летие Монгольской народной революции

В марте-апреле советские и дальневосточные войска сконцентрировались у границы с Монголией. Численность монгольской армии возросла до 800 чел. В конце мая Унгерн атаковал Кяхту, но был отброшен с тяжёлыми потерями. Узнав о поражении Унгерна, перешёл на сторону революционеров Хатан-Батор Максаржав; однако контратака Сухэ-Батора 11 июня провалилась, и дивизия Унгерна ушла в рейд на советскую Бурятию, где она, хотя и нанесла красным существенные потери, не изменила в корне соотношения сил и отошла на юг. В конечном итоге в дивизии поднялся бунт; 19 августа Унгерн был схвачен монголами Бишерельту-гуна, а затем их всех захватили красные партизаны П. Е. Щетинкина.
28 июня 1921 года советско-монгольские части пересекли границу Монголии, и, согласно традиции приветствуемые начальником личной стражи Богдо-хана, 6 июля вошли в оставленную белыми Ургу.

### Первые реформы
9 июля 1921 года Богдо-хан получил письмо, в котором вожди революции уведомили его о том, что все порядки в стране, за исключением религии, будут пересмотрены и реформированы. На следующий день ЦК издал распоряжение о формировании нового правительства во главе с Бодоо, в то время как Богдо-хан провозглашался ограниченным монархом; 11 июля он был вновь церемониально реинтронизирован.
После смерти Богдо-гэгэна 17 апреля 1924 года, монархия в стране была ликвидирована окончательно; 26 ноября учреждена Монгольская Народная Республика.